# Вацлав Клаус
Вацлав Клаус (на чешки: Václav Klaus; роден на 19 юни 1941) е чешки политик, президент на Чешката република от 2003 г. до 2013 г. Той е вторият президент на независимата Чешка република и нейният пръв министър-председател (1992 – 1998). Като поддръжник на свободната пазарна икономика той се смята за един от най-важните чешки политици след падането на комунистическия режим.

## Биография
Вацлав Клаус е роден в Прага по време на Нацистката окупация. Завършва външна търговия в пражкия икономически университет през 1963 г., а по-късно специализира в Италия (1966) и в Университета „Корнел“ в Съединените щати (1969).
След завръщането си в тогавашната Чехословакия пише статии на икономически теми за опозиционно настроените вестници „Твар“ и „Литерарни новини“. В периода от 1963 до 1970 г. работи като щатен сътрудник към Института по икономика на Чехословашката академия на науките. През 1970 г. обаче е освободен от работа поради реформаторския курс в икономиката, който защитава и който противоречи на плановото стопанство на комунистически развиващата се тогава Чехословакия. От 1971 до 1986 г. работи в Държавната банка на Чехословакия, а от 1987 година – в Прогностичния институт на Академията на науките.
В края на 1989 година Вацлав Клаус става икономически съветник на новосъздаденото опозиционно движение Граждански форум. На 10 декември, след падането на комунистическото правителство, става министър на финансите в новото „правителство на националното единство“. През октомври 1990 година е избран начело на Гражданския форум, но малко по-късно той се разцепва и Клаус оглавява образуваната от неговото дясно крило Гражданска демократична партия (ГДП).
През юли 1992 г. той е избран за втори министър-председател на Чешката република в рамките на Чешка и словашка федеративна република. През есента на 1992 г., след натиск от страна на словашката страна да създаде независима политическа единица, той постигна споразумение с тогавашния министър-председател на Словашката република Владимир Мечиар за процеса на мирно разделение между двата компонента на Федерацията. След разделянето, което влиза в сила на 1 януари 1993 г., Вацлав Клаус става първият министър-председател на независимата Чешка република от 1993 до 1997 г.
Заради високата си професионална ерудиция и подготовка в областта на икономиката и финансовото дело Вацлав Клаус става член на елитното дружество „Мон Пельорен“ („Mon Pelerin Society“). Друго сериозно признание за професионалните си умения Клаус получава през 1995 г. чрез титлата професор по финанси на Висшия икономически университет, в който е учил. Почетен доктор на Университета за национално и световно стопанство в София (2004).
По време на своя мандат като президент Клаус получава международна известност със своите радикални възгледи по въпроси като глобалното затопляне и бъдещето на Европейския съюз, както и с широката амнистия, която обявява в края на мандата си.